# Język wenecki
Język wenecki (wen. vèneto, łéngua vèneta; wł. veneto, lingua veneta) – zespół dialektów używanych przez ponad dwa miliony osób w północno-wschodnich Włoszech (przede wszystkim prowincje: Belluno, Padwa, Rovigo, Treviso, Triest, Wenecja, Werona, Vicenza) oraz przez włoską mniejszość narodową w Chorwacji i Słowenii (głównie na półwyspie Istria). Nie należy mylić z nazwą jednego z dialektów tego języka, używanego w Wenecji i określanego jako venexiàn/venesiàn. Dialekty weneckie są potocznie uważane za dialekty języka włoskiego, ale znacznie różnią się od włoskiego języka standardowego. Z językoznawczego punktu widzenia nie są wcale dialektami języka włoskiego, gdyż język wenecki jest klasyfikowany w podgrupie gallo-italskiej języków zachodnioromańskich, natomiast włoski standardowy w grupie italsko-dalmatyńskiej.

## Język wenecki a język włoski

### Różnice w gramatyce

#### Rodzajniki
| Język włoski | Język wenecki |
| ------------ | ------------- |
| un, uno      | un            |
| una          | na            |
| il, lo       | el            |
| la           | ła            |
| i, gli       | i             |
| le           | łe            |

Podobnie jak we włoskim, w weneckim rodzajniki określone skraca się przed samogłoską do l', a nieokreślone – do n'.

#### Przyimki
Przyimki bez rodzajników
| Język włoski | Język wenecki |
| ------------ | ------------- |
| a/ad         | a             |
| con          | co            |
| da           | da            |
| di           | de            |
| in           | in            |
| per          | par           |

Przyimki włoskie z rodzajnikami
|    | il  | l’    | lo    | la    | i   | gli   | le    |
| -- | --- | ----- | ----- | ----- | --- | ----- | ----- |
| a  | al  | all’  | allo  | alla  | ai  | agli  | alle  |
| da | dal | dall’ | dallo | dalla | dai | dagli | dalle |
| di | del | dell’ | dello | della | dei | degli | delle |
| in | nel | nell’ | nello | nella | nei | negli | nelle |
| su | sul | sull’ | sullo | sulla | sui | sugli | sulle |

Przyimki weneckie z rodzajnikami
W rodzaju żeńskim przyimki nie łączą się z rodzajnikami. W rodzaju męskim mogą się łączyć lub nie, w zależności od wyboru piszącego.
|    | el   | i    |
| -- | ---- | ---- |
| a  | al   | ai   |
| co | col  | coi  |
| da | dal  | dai  |
| de | del  | dei  |
| in | ntel | ntei |

#### Przysłówki
| Język włoski | Język wenecki | Język polski |
| ------------ | ------------- | ------------ |
| più          | pì/pi         | bardziej     |
| quando       | quando che    | kiedy        |
| sempre       | senpre        | zawsze       |

#### Czasownik
- Włoskiej partykule przeczącej non odpowiada wenecka no.

Odmiana czasowników
- Bezokoliczniki włoskie pierwszej koniugacji mają końcówkę -are, a w weneckim ta końcówka ma postać -ar: wł. parlare – wen. parlar. Bezokoliczniki włoskie drugiej koniugacji mają końcówkę -ere, a w weneckim ta końcówka ma postać -ar: wł. correre – wen. córar.
- Czasowniki weneckie trybu oznajmującego poprzedza się odpowiednim rodzajnikiem: wł. arriva – wen. el/ła riva.
- Czasowniki weneckie trybu oznajmującego mają tę samą formę w liczbie pojedynczej i mnogiej. Na liczbę wskazuje odpowiedni rodzajnik: wł. può – wen. el/ła pol, wł. possono – wen. i/łe pol.
- W języku weneckim nie używa się czasu przeszłego dokonanego prostego. Zamiast niego, używa się czasu złożonego: wł. riformò – wen. el/ła gà riformà.
- Imiesłów bierny czasowników pierwszej koniugacji ma we włoskim końcówkę -ato lub -ata w zależności od rodzaju, zaś w weneckim -à. W liczbie mnogiej w weneckim, końcówka ta zwykle nie ma zaznaczonego akcentu i przybiera postać -ai, -ae: wł. passato, passata, passati, passate – wen. pasà, pasà, pasai, pasae. Analogiczną postać mają rzeczowniki o końcówkach -ato/-ata: wł. peccato – wen. pecà.
- Odmiana niektórych czasowników nieregularnych (wybrane formy):

Odmiana czasownika „być”:
| Język włoski | Język wenecki          | Forma gramatyczna                                            |
| ------------ | ---------------------- | ------------------------------------------------------------ |
| essere       | èser                   | bezokolicznik                                                |
| è            | el/ła xe (również l'è) | tryb oznajmujący, czas teraźniejszy, 3. osoba, l. pojedyncza |
| sono         | i/łe xe                | tryb oznajmujący, czas teraźniejszy, 3. osoba, l. mnoga      |
| sia          | el/ła sia              | tryb łączący, czas teraźniejszy, 3. osoba, l. pojedyncza     |
| siano        | i/łe sia               | tryb łączący, czas teraźniejszy, 3. osoba, l. mnoga          |

Odmiana czasownika „mieć”:
| Język włoski | Język wenecki | Forma gramatyczna                                            |
| ------------ | ------------- | ------------------------------------------------------------ |
| ho           | go            | tryb oznajmujący, czas teraźniejszy, 1. osoba, l. pojedyncza |
| ha           | el/ła ga      | tryb oznajmujący, czas teraźniejszy, 3. osoba, l. pojedyncza |
| abbiamo      | gavémo        | tryb oznajmujący, czas teraźniejszy, 1. osoba, l. mnoga      |
| hanno        | i/łe ga       | tryb oznajmujący, czas teraźniejszy, 3. osoba, l. mnoga      |

Odmiana czasownika „móc”:
| Język włoski | Język wenecki | Forma gramatyczna                                            |
| ------------ | ------------- | ------------------------------------------------------------ |
| può          | el/ła pol     | tryb oznajmujący, czas teraźniejszy, 3. osoba, l. pojedyncza |
| possono      | i/łe pol      | tryb oznajmujący, czas teraźniejszy, 3. osoba, l. mnoga      |

### Różnice w ortografii
- Podwójne włoskie spółgłoski b, c, f, g, l, m, n, p, s, t odpowiadają pojedynczym w języku weneckim: wł.  maggiore, polacco, appunto – wen. magiore, połaco, apunto.
- Włoskiej literze c przed i po samogłosce odpowiada s w słowach weneckich: wł. vicina, amici – wec. visina, amisi.
- Włoska litera l na początku wyrazu lub w połączeniach -al-, -il-, -ol-, a przed samogłoską przechodzi w wenecką ł: wł.  logica, politica – wen. łogica, połitica. Taka konwencja jest stosowana w Wikipedii, niemniej jednak zamiast litery ł, spotykanej w niewielu alfabetach (prócz weneckiego właściwie tylko w polskim, łużyckim, białoruskiej łacince i nawaho), często pozostawia się l.
- Włoskiej literze m w połączeniach -mb-, -mp- odpowiada n w słowach weneckich: wł. campo, gamba – wec. canpo, ganba.
- Włoskiej literze s między samogłoskami odpowiada x w słowach weneckich: wł. famoso, fisiche – wec. famoxo, fixeghe.
- Włoskiej grupie chi oraz grupie cchi przed samogłoską odpowiada wenecka ci: wł. chiamati, vecchio – wen. ciamai, vecio.
- Włoskiej grupie gli przed samogłoską odpowiada wenecka j: wł. famiglia, tagliare – wen. faméja, tajar.
- Włoskiej grupie sc przed i odpowiada wenecka s: wł. scienza, crescita – wen. siensa, crèsita.
- Włoskiej dwugłosce uo odpowiada wenecka o: wł. uomo, scuola – wen. omo, scoła.

### Przedrostki i przyrostki

#### Przyrostki
| Język włoski         | Język wenecki                  | Uwagi                                |
| -------------------- | ------------------------------ | ------------------------------------ |
| -ale                 | -ałe                           |                                      |
| -bile                | -biłe                          |                                      |
| -ese                 | -éxe/-exe                      | w przymiotnikach od nazw narodowości |
| -ico (m.), -ica (ż.) | -ego/-ico (m.), -ega/-ica (ż.) |                                      |
| -ione, -ione         | -ion                           |                                      |
| -mente               | -mente                         | tworzenie przysłówka                 |
| -ore                 | -or                            | wykonawca czynności                  |
| -tà                  | -tà/-tât                       |                                      |